# Чулков, Сергей Фёдорович
Серге́й Фёдорович Чулко́в (1907—1953) — советский оператор и режиссёр научно-популярного кино. Лауреат двух Сталинских премий (1951, 1952).

## Биография
Родился 3 (16) марта 1907 года. В 1930 году начал работать оператором на киностудии «Культурфильм». С 1935 года работал режиссёром, снимал научно-популярные фильмы на киностудии «Мостехфильм» (позднее «Центрнаучфильм»). Является одним из создателей киножурналов «Наука и техника» и «Новости сельского хозяйства». За годы работы в научном кинематографе Чулковым создано более 60 фильмов и киноочерков и выпущено 43 номера киножурналов «Наука и техника» и «Новости сельского хозяйства».
Умер 6 сентября 1953 года. Похоронен в Москве на Ваганьковском кладбище (участок № 9).

## Фильмография
- 1937 — Агротехника сахарной свёклы
- 1939 — Многостаночное обслуживание (совместно с Л. А. Антоновым)
- 1940 — Звук в технике

- 1947 — Москва социалистическая
- 1949 — Наступление на засуху (совместно с И. Я. Свистуновым)
- 1951 — Новое в лечении анемии лошадей; За новые земли

## Награды и премии
- орден «Знак Почёта» (6 марта 1950)[5]
- Сталинская премия второй степени (1951) — за создание киножурнала «Наука и техника» (№ 1 — 12, 1950)[6]
- Сталинская премия третьей степени (1952) — за создание киножурнала «Новости сельского хозяйства» (№ 1 — 12, 1951)[7]